# Lucien Van de Velde
Lucien Barnard Marie Van de Velde (Mechelen, 1 januari 1931 - Bonheiden, 7 mei 2013) was een Belgisch advocaat en politicus voor de PVV / VLD

## Levensloop
Van de Velde promoveerde tot doctor in de rechten en vestigde zich als advocaat in Mechelen.
Hij werd voor de PVV en daarna de VLD gemeenteraadslid van Mechelen van 1962 tot 2000. Hij was er schepen van 1983 tot 1985 en van 1992 tot 1994.
In 1978 werd hij verkozen tot lid van de volksvertegenwoordiger voor het kiesarrondissement Mechelen en vervulde dit mandaat tot in 1987. In de periode januari 1979-oktober 1980 zetelde hij als gevolg van het toen bestaande dubbelmandaat ook in de Cultuurraad voor de Nederlandse Cultuurgemeenschap, die op 7 december 1971 werd geïnstalleerd. Vanaf 21 oktober 1980 tot december 1987 was hij lid van de Vlaamse Raad, de opvolger van de Cultuurraad en de voorloper van het huidige Vlaams Parlement.  